# Kwik(II)chloride
Kwik(II)chloride, triviale naam sublimaat, is een zeer giftige kwikverbinding, met als brutoformule HgCl2. Het is geen zout, omdat chloor covalent gebonden is aan kwik.
De stof komt voor als een witte kristallijne vaste stof, die matig oplosbaar is in water. Het is echter een van de meest giftige vormen van kwik, omdat het een van de best oplosbare kwikverbindingen is.

## Synthese
Er zijn verschillende manieren om kwik(II)chloride te bereiden. Een eerste methode is het verhitten van kwik(II)sulfaat met natriumchloride:
{\displaystyle {\ce {HgSO4 + 2NaCl -> HgCl2 + Na2SO4}}}
De reactie van dichloor met zuiver kwik levert eveneens kwik(II)chloride:
{\displaystyle {\ce {Hg + Cl2 -> HgCl2}}}
Dit wordt slechts zelden uitgevoerd, omdat beide reagentia bijzonder toxisch zijn. Daarom laat men meestal kwik(I)chloride reageren met een ondermaat dichloor:
{\displaystyle {\ce {2HgCl + Cl2 -> 2HgCl2}}}
Een alternatieve methode is de reactie van kwik(II)oxide of kwik(I)nitraat met zoutzuur:
{\displaystyle {\ce {HgO + 2HCl -> HgCl2 + H2O}}}
{\displaystyle {\ce {HgNO3 + 2HCl -> HgCl2 + H2O + NO2}}}

## Toepassingen
Kwik(II)chloride is een katalysator in een reactie waarbij vinylchloride uit acetyleen en waterstofchloride gevormd wordt:
{\displaystyle {\ce {C2H2 + HCl -> CH2=CHCl}}}
Kwik(II)chloride werd gebruikt als geneesmiddel tegen syfilis. Tegenwoordig worden daar antibiotica voor gebruikt.
Het werd als rattengif gebruikt, maar door de hoge giftigheid voor onder andere het milieu wordt het daar niet meer voor gebruikt.

### Reagens
Kwik(II)chloride wordt soms gebruikt om een amalgaam te vormen met metalen, zoals met aluminium. Bij behandeling met een waterige oplossing van kwik(II)chloride worden stroken aluminium snel bedekt met een dunne laag van het amalgaam. Normaal wordt aluminium beschermd door een dunne laag oxide, die het aluminium inert maakt tegen onder andere verdere oxidatie door luchtzuurstof. Eens geamalgameerd kan aluminium een hele reeks reacties ondergaan. Het kan bijvoorbeeld met water reageren, waarbij waterstofgas ontstaat. Geamalgameerd aluminium wordt ook gebruikt als reductor in de organische synthese. zink wordt ook dikwijls geamalgameerd.
Halogeenalkanen reageren met geamalgameerd aluminium in de Barbier-reactie. Deze alkylaluminiumverbindingen zijn nucleofielen en kunnen gebruikt worden zoals Grignard-reagentia. Kwik(II)chloride wordt gebruikt om dithiaangroepen verbonden aan een carbonylgroep te verwijderen via een umpolungsreactie. Deze reactie maakt gebruik van de hoge affiniteit van Hg2+ voor zwavel, hetgeen voorspeld wordt door de HSAB-theorie.

### Historisch gebruik in de fotografie
Kwik(II)chloride werd in de 19e eeuw gebruikt als een fotografische intensiveerder om positieve beelden in het collodionproces te verkrijgen. Kwik(II) zorgde ervoor dat het beeld witter en dikker werd, waardoor de opaciteit (ondoorlaatbaarheid) van de schaduwen toenam en een illusie van een positief beeld werd gecreëerd.

### Historisch gebruik in archeologie
Voor het behoud van antropologische en biologische vondsten in de late 19e en vroege 20e eeuw werden objecten gedoopt in of geverfd met kwikoplossing. Objecten in laden werden beschermd door er kristallijn kwik(II)chloride overheen te strooien. Het vond toepassing bij het leerlooien, en hout werd geconserveerd door te kyaniseren (weken in kwik(II)chloride).

### Historisch gebruik in de geneeskunde
Syfilis werd vóór de komst van antibiotica dikwijls met kwik(II)chloride behandeld. Het werd geïnhaleerd, oraal ingenomen, geïnjecteerd en uitwendig gebruikt. Vergiftiging was zo gewoon dat haar symptomen werden verward met die van syfilis.